# Chronologie de la France sous la IIIe République (1870-1914)
Pour un article plus général, voir Chronologie de la France.

## 1870
- 4 septembre : le Corps législatif est envahi par une foule de Parisiens et de gardes nationaux. Gambetta y proclame la déchéance de Napoléon III. La République est ensuite proclamée à l'hôtel de ville de Paris par Gambetta acclamé par une foule de manifestants. Formation d'un gouvernement provisoire de 1870.
- 12-18 septembre : Thiers, mandaté par Jules Favre, ministre des affaires étrangères, est à Londres.
- 18 septembre-28 janvier 1871 : début du siège de Paris par les Allemands.
- 23 septembre : capitulation de Toul
- 28 septembre: capitulation de Strasbourg assiégée par les Allemands depuis le 9 août. Échec d'une insurrection bakouniniste à Lyon
- 7 octobre: Léon Gambetta, ministre de l'Intérieur quitte Paris en ballon et atterrit à Montdidier dans le département de la Somme. Il rejoint la délégation gouvernementale de Tours et tente de créer de nouvelles armées.
- 24 octobre: le décret Crémieux accorde la nationalité française aux juifs d'Algérie.
- 27 octobre: le maréchal Bazaine capitule dans Metz.
- 30 octobre : les Prussiens prennent Le Bourget
- 30 octobre: Le général Trochu laisse sans secours[réf. nécessaire] les combattants parisiens qui depuis deux jours se sont emparés du Bourget. Proclamation au peuple français de Léon Gambetta.
- 31 octobre: échec d'une tentative de révolutionnaires parisiens pour renverser le gouvernement provisoire.
- 1er novembre: proclamation de la Commune de Marseille.
- 1er-5 novembre: Thiers, mandaté par Favre, rencontre Bismarck à Versailles pour connaître les conditions d'un armistice. Le gouvernement ne donne pas suite.
- 9 novembre: l'armée de la Loire bat les Bavarois à Coulmiers (Loiret)
- 27 novembre: combats de Villers-Bretonneux, occupation d'Amiens par les Prussiens.
- 28 novembre: l'armée de la Loire est battue par les Prussiens à Beaune-la-Rolande (Loiret)
- 2 décembre : échec de la sortie militaire des Parisiens à Champigny
- 4 décembre : Orléans est prise par les Allemands. Rouen est occupée.
- 8-10 décembre : l'armée de la Loire est battue à Beaugency (Loiret)
- 9 décembre : la délégation gouvernementale quitte Tours et se replie à Bordeaux

## 1871
- Janvier : défaites des armées françaises face aux Prussiens.
- 18 janvier: échec de la sortie militaire des Parisiens à Buzenval
- 22 janvier: le général Trochu, très controversé, démissionne du gouvernement provisoire
- 28 janvier : capitulation de Paris.Officialisation de l'armistice franco-allemand (signé en fait le 26).
- 6 février: Gambetta démissionne de son poste de ministre de l'Intérieur.

Composition de l'Assemblée nationale
Union républicaine : 38 sièges
Républicains modérés : 112 sièges
Libéraux : 72 sièges
Bonapartistes : 20 sièges
Orléanistes : 214 sièges
Légitimistes : 182 sièges

- 8 février : élection de l'Assemblée nationale, victoire écrasante des conservateurs.
- 12 février : Réunion de l'Assemblée à Bordeaux.
- 17 février : l'Assemblée nomme Louis Adolphe Thiers, chef du pouvoir exécutif de la République française. Jules Grévy préside l'Assemblée.
- 24 février: À Paris, 4 000 délégués de la Garde nationale se réunissent au Vauxhall
- 26 février: signature des préliminaires de paix avec l'Allemagne.
- 1er mars: l'Assemblée ratifie les préliminaires de paix. Les Allemands défilent dans Paris.
- 3 mars: création du Comité central de la Garde nationale de Paris
- 10 mars: l'Assemblée nationale décide son transfert à Versailles. Elle vote la fin du moratoire sur les loyers
- 16 mars: Thiers s'installe à Paris dans le but de « pacifier » la capitale.
- 17 mars: Auguste Blanqui est arrêté dans le Lot, sur ordre de Thiers. Les troupes versaillaises, sous le commandement du général Lecomte, tentent de récupérer les canons de la Garde nationale sur la butte Montmartre.
- 18 mars: le général Vinoy, commandant en chef de l'armée de Paris, supprime six journaux républicains
- 18 mars : révolte des quartiers populaires, début de la commune de Paris (1871). Thiers quitte Paris pour s'installer à Versailles.

- 19 mars : échec de la tentative de conciliation entreprise par les députés et maires parisiens. Annonce d'élections pour créer un Conseil de la Commune.
- 21 mars : Les troupes versaillaises occupent le Mont-Valérien. Manifestation anti-communarde des Amis de l'Ordre.
- 22 mars : Place Vendôme, échec sanglant d'une nouvelle manifestation des Amis de l'Ordre
- 25 mars : l'Assemblée nationale vote la réintégration de 15 magistrats qui avaient été déchus  par le gouvernement de la Défense nationale pour avoir fait condamner et déporter plus de 30 000 républicains
- 26 mars : élections au Conseil général de la Commune de Paris
- 28 mars: proclamation de la Commune de Paris.
- 2 avril: à Courbevoie, offensive des troupes versaillaises contre la Commune de Paris
- 3 avril: échec des contre-offensives à Rueil et  à Meudon  des Communards en direction de Versailles.
- 11-24 avril: les troupes versaillaises bombardent Paris.
- 19 avril: appel solennel de la Commune de Paris aux Français
- 25 avril-9 mai : Bataille du fort d'Issy
- 10 mai : traité de Francfort avec l'Empire allemand, la France perd l'Alsace-Lorraine (Alsace-Moselle en fait).
- 21-28 mai : « Semaine sanglante ». Les troupes versaillaises massacrent les derniers communards à Paris. Fin de la Commune de Paris.
- juin: lancement du premier emprunt pour rembourser l'Allemagne.
- 2 juillet: élections complémentaires dans 46 départements: grand succès des républicains.
- 5 juillet : publication du manifeste du comte de Chambord, échec de la fusion royaliste.
- 31 août : l'Assemblée se proclame constituante. Thiers est nommé Président de la République à titre provisoire.

## 1872
- Mars : Interdiction de la Première internationale ouvrière.
- 27 juillet : Vote de la loi sur le recrutement (loi de  5 ans). La France adopte le système du service militaire obligatoire et personnel (fin du remplacement)

## 1873
- 7 janvier : mort de l'ex-empereur Napoléon III en exil.
- 24 mai : démission de Thiers. Le maréchal de Mac Mahon est élu président de la République.
- 16 septembre : fin de l'occupation allemande.
- Septembre-octobre : échec d'une tentative de restauration monarchique avec le comte de Chambord.
- 20 novembre vote de la loi du septennat. Mac-Mahon président pour sept ans.
  - 1873-1896 : « Grande dépression », période de crise économique et sociale.

## 1874
- 14 mars : traité avec l'empereur d'Annam qui reconnaît l'annexion de la Cochinchine par la France.

## 1875
- 30 janvier : vote de l'amendement Wallon sur la République, naissance officielle de la troisième République.
- Février-juillet : vote des Lois constitutionnelles de 1875.

## 1876
- Février-mars : élections législatives, succès des républicains.
- 23 février : formation du gouvernement Jules Dufaure
- 8 juin : décès de George Sand
- 12 décembre : formation du gouvernement Jules Simon.

## 1877
- 16 mai : renvoi du Gouvernement Jules Simon par Mac-Mahon aidé du duc de Broglie qu'il vient de nommer président du conseil (voir Crise du 16 mai 1877).
- 25 juin : dissolution de l'Assemblée nationale par le président Mac-Mahon.
- 14-28 octobre : élections législatives, victoire des républicains.
- 13 décembre : formation du gouvernement Jules Dufaure

## 1878
- Exposition universelle à Paris.

## 1879
- 30 janvier : démission du président Mac-Mahon. Jules Grévy est élu président de la République.
- 14 février: la Marseillaise devient l'hymne national.

## 1880
- 6 juillet : le 14 juillet est adopté comme jour de la fête nationale.
- 14 juillet : la devise « Liberté, Égalité, Fraternité » est affichée au fronton des édifices publics[1]. Elle figurait déjà depuis 1871 sur toutes les pièces de monnaie; toutefois les pièces d'or de 20 et 100 francs porteront aussi jusqu'en 1906 sur la tranche la devise « Dieu protège la France ».
- Juillet : amnistie pour les communards.
- 23 septembre : formation du ministère Jules Ferry.

## 1881
- 12 mai : traité du Bardo instaurant un protectorat sur la Tunisie.
- 16 juin : loi Jules Ferry sur la gratuité de l'enseignement primaire.
- 29 juillet : loi libérale sur la presse.
- Août-septembre : élections législatives, poussée de la gauche.
- 14 novembre : formation du ministère Léon Gambetta (jusqu'au 26 janvier 1882).

## 1882
- 28 mars : loi Jules Ferry (obligatoire et laïque) sur l'école primaire obligatoire et laïque.

## 1883
- 21 février : nouveau ministère Jules Ferry.
- 24 août : mort du comte de Chambord. Extinction de la branche aînée des Bourbons.
- 25 août : traité de Hué, protectorat français sur l'Annam et le Tonkin.

Suivant une décision de la Chambre des députés en 1879, le Palais des Tuileries est rasé.

## 1884
- 21 mars : Loi Waldeck-Rousseau, sur les syndicats, elle porte le nom de son inventeur : le ministre de l'Intérieur à savoir Pierre Waldeck-Rousseau. Elle autorise en fait les syndicats professionnels.
- 27 juillet : Loi Naquet rétablit le divorce en France

## 1885
- 30 mars : démission de Jules Ferry après la défaite de Lang-Son en Indochine.
- 1er juin : funérailles nationales de Victor Hugo, inhumé au Panthéon de Paris
- 9 juin : traité de Tien-Tsin, la Chine reconnaît le protectorat français sur le Viêt Nam
- 28 juillet : discours de Jules Ferry devant l'Assemblée "justifiant" la colonisation, sur le plan "humanitaire", entre autres.
- 4-18 octobre : élections législatives, victoire de la gauche républicaine.
- 28 décembre : Jules Grévy est réélu président de la République.

## 1886
- 7 janvier : le général Boulanger devient ministre de la Guerre.
- 22 juin 1886: la loi d'exil chasse de France les membres de la famille royale.

## 1887
- 30 mai : éviction du général Boulanger du gouvernement.
- 2 décembre : démission du président Jules Grévy après le scandale des décorations. Sadi Carnot est élu président de la République le 3 décembre.
- 21 avril 1887 Affaire Schnaebelé

## 1888
- 27 mars : le général Boulanger est mis à la retraite.

## 1889
- 27 janvier : le général Boulanger est élu à Paris lors d'une élection législative partielle.
- 13 février : rétablissement du scrutin d'arrondissement pour les élections législatives.
- 1er avril : fuite de Boulanger en Belgique. Suicide en septembre 1891.
- 15 juillet : vote de la loi Freycinet réduisant le service militaire à trois ans.
- Septembre-octobre : élections législatives, effondrement du boulangisme.
- Exposition universelle à Paris. Construction de la Tour Eiffel.

## 1890
- 17 mars : quatrième gouvernement Freycinet (jusqu'au 19 février 1892).

## 1891
- 1er mai : incidents de Fourmies, répression d'une manifestation ouvrière.

## 1892
- 20 février : encyclique « Au milieu des sollicitudes », engageant les catholiques français à se rallier à la République.
- 1er et 8 mai : élections municipales françaises (sauf à Paris).
- Août : Alliance Franco-russe, signature d'une convention militaire franco-russe.
- Scandale de Panama

## 1893
- Août-septembre : élections législatives, victoire des républicains modérés.
- Établissement d'un protectorat sur le Laos, qui entre dans l'Union indochinoise.

## 1894
- 24 juin : assassinat du président de la République Sadi Carnot par un anarchiste italien, Sante Geronimo Caserio. Jean Casimir-Perier est élu président de la République le 27 juin.
- Juillet : vote des « lois scélérates » contre les anarchistes.
- Septembre : début de l'affaire Dreyfus, militaire français soupçonné d'espionnage au profit de l'Allemagne.
- Décembre : Dreyfus est condamné à la déportation.

## 1895
- 15 janvier : démission du président Jean Casimir-Perier. Félix Faure est élu président de la République le 17.
- 1er octobre : traité de protectorat sur Madagascar.
- Création de la CGT (Confédération générale du travail).

## 1896
- 3 et 10 mai : élections municipales françaises ; Paris vote à nouveau avec le reste du pays.
- 29 avril : formation du gouvernement Jules Méline (jusqu'au 15 juin 1898).
- Août : annexion de Madagascar puis déportation de la reine Ranavalona III (en 1897).

## 1897
- l'Union indochinoise devient le Gouvernement général de l'Indochine.

## 1898
- 13 janvier : Émile Zola publie dans l'Aurore, « J'accuse », texte en faveur de Dreyfus.
- 8-22 mai : élections législatives.
- 28 juin : Théophile Delcassé devient ministre des Affaires étrangères (jusqu'en juin 1905).
- Septembre-novembre : affaire de Fachoda au Soudan, Marchand recule devant les Britanniques.
- publication d'Ubu Roi d'Alfred Jarry

## 1899
- 16 février : mort du président Félix Faure. Émile Loubet est élu président de la République le 18 février.
- 23 février : tentative de coup d'État de Paul Déroulède.
- 3 juin : la condamnation d'Alfred Dreyfus est cassée.
- 22 juin : formation du gouvernement Pierre Waldeck-Rousseau, de « défense républicaine ».
- Août-septembre : second procès d'Alfred Dreyfus, il est condamné puis gracié.
- Création de l'usine Renault

## 1900
- Juin : Jeux olympiques à Paris.
- Juin-septembre : la France participe à l'expédition internationale lancée pour mater la révolte des Boxers à Pékin.
- Juillet : inauguration de la première ligne du métropolitain à Paris.
- 30 septembre : loi des 11 heures, loi de Millerand abaissant la durée du travail à onze heures.
- 16 décembre : accord secret avec l'Italie sur le Maroc.
- Exposition universelle à Paris.

## 1901
- Le 1er juillet, vote de la loi sur les associations sous le gouvernement Pierre Waldeck-Rousseau. Sa mise en œuvre sera effectuée par le décret du 16 août.
- Juin : Premier congrès du Parti Radical

## 1902
- Avril-mai : élections législatives, victoire du bloc des gauches.
- 6 juin : formation du gouvernement Émile Combes.
- Juillet : Alliance franco-italien, accord secret de neutralité.

## 1903
- 1er juillet : départ du premier Tour de France
- 11 juillet : loi sur l’hygiène dans les ateliers

## 1904
- 8 avril : accord colonial franco-anglais, début de l'Entente cordiale.
- 30 juillet : rupture des relations diplomatiques avec le Vatican.
- 1904 : création du journal L'Humanité.
- 1904-1907 : vague importante de grèves ouvrières et de manifestations.

## 1905
- 18 janvier : démission du gouvernement Émile Combes. Formation du gouvernement Maurice Rouvier le 24 janvier.
- 31 mars : l'empereur allemand Guillaume II se rend à Tanger au Maroc, crise franco-allemande.
- avril : création de la SFIO (Section française de l'Internationale ouvrière) lors du congrès de Paris.
- 9 décembre : Loi sur la séparation de l'Église et de l'État. Fin du régime concordataire de 1801.
- Juillet : nouvelle loi sur les associations

## 1906
- 17 janvier : Armand Fallières est élu président de la République.
- Février : le pape Pie X condamne la loi de séparation des Églises et de l'État. Début des inventaires des biens de l'Église.
- 6-20 mai : élections législatives, victoire des radicaux.
- 12 juillet : réhabilitation d'Alfred Dreyfus.
- 25 octobre : formation du gouvernement Georges Clemenceau.
- octobre : adoption de la  Charte d'Amiens.

## 1907
- 25 mars : inhumation du savant Marcellin Berthelot au Panthéon de Paris
- Conclusion de la Triple-Entente entre la France, le Royaume-Uni et la Russie.
- Révolte des vignerons du Sud-Est

## 1908
- 21 mars : premier numéro du journal L’Action française[2].
- 4 juin : inhumation d'Émile Zola au Panthéon de Paris
- Juin-juillet : grèves et affrontements à Draveil et Villeneuve-Saint-Georges.

## 1909
- 9 février : accord avec l'Allemagne sur le Maroc.
- 24 juillet: formation du gouvernement Aristide Briand.

## 1910
- Avril-mai : élections législatives, maintien des radicaux.
- Loi sur les retraites à 65 ans

## 1911
- 27 juin : formation du gouvernement Joseph Caillaux.
- 1er juillet : coup de force d'Agadir (allemand) au Maroc.
- 4 novembre : traité avec l'Allemagne sur le Maroc et le Congo.

## 1912
- 14 janvier : formation du gouvernement Raymond Poincaré.
- 30 mars : traité de protectorat de la France sur le Maroc.

## 1913
- 17 janvier : Raymond Poincaré est élu président de la République.
- 7 août : Service militaire porté à trois ans par le Général Joffre à la suite des tensions avec l'Allemagne
- 9 décembre : formation du gouvernement Gaston Doumergue.

## 1914
- 16 mars : assassinat du journaliste Gaston Calmette.
- 26 avril-10 mai : élections législatives, victoire de la gauche.
- 13 juin : formation du gouvernement René Viviani
- 28 juin : attentat de Sarajevo en Bosnie-Herzégovine contre l'héritier du trône d'Autriche-Hongrie, François-Ferdinand.
- 16 juillet : le Sénat adopte l'instauration de l'impôt sur le revenu
- 31 juillet : assassinat du dirigeant socialiste Jean Jaurès. Ultimatum allemand à la France.
- 2 août : Mobilisation générale